# SolidWorks
SolidWorks is een CAD-pakket voor Windows. Het pakket wordt ontwikkeld door Dassault Systèmes SolidWorks Corp., een onderdeel van Dassault Systèmes.
SolidWorks wordt gebruikt voor het modelleren van 3D-tekeningen en mechanische 3D-tekeningen.

## Geschiedenis
SolidWorks werd in 1995 geïntroduceerd als een rivaliserend CAD-pakket voor Pro/ENGINEER, I-DEAS, Unigraphics en CATIA. SolidWorks was een van de eerste CAD-pakketten voor mechanisch tekenen beschikbaar voor Windows.
SolidWorks Corporation werd opgericht in 1993 door Jon Hirschtick, aanvankelijk als Winchester Design Systems. Dit omdat bedrijf gevestigd was in Winchester, Massachusetts (Verenigde Staten). Jon rekruteerde een team van ingenieurs om een bedrijf op te starten dat 3D CAD-software ontwikkelde, met het hoofdkantoor in Concord, Massachusetts.
Dit bedrijf bracht een eerste versie uit die bekend staat als SolidWorks 95. Twee jaar later, in 1997, nam Dassault Systèmes (bekend van de CAD-software CATIA) het bedrijf over en verkreeg zo 100% van de aandelen.
SolidWorks werd geleid door John McEleney van 2001 tot juli 2007. Het wordt sindsdien geleid door Jeff Ray.

## Bestandsformaten
Solidworks 2010 herkent volgende bestandsformaten:
- SolidWorks Files (*.sldprt, *.sldasm, *slddrw),
- Part Files (*.prt, *.sldprt),
- Assembly Files (*.asm, *.sldasm),
- Drawing Files (*.drw, *.slddrw),
- DXF (*.dxf), DWG (*.dwg),
- Adobe Photoshop Files (*.psd),
- Adobe Illustrator Files (*.ai),
- Lib Feat Part (*.lfp, *sldlfp),
- Template (*.prtdot, *.asmdot, *.drwdot),
- Parasolid (*.x_t, *.x_b, *.smt_txt, *xmt_bin),
- IGES (*.igs, *.iges),
- STEP AP203/214 (*.step, *.stp),
- ACIS (*.sat), VDAFS (*.vda),

- VRML (*.wrl), STL (*.stl),
- Catia Graphics (*.cgr),
- ProEngineer Part (*.prt, *.prt.*, *.xpr),
- ProEngineer Assembly (*.asm, *.asm.*, *.xas),
- UGII (*.prt),
- Autodesk Inventor Part (*.ipt),
- Autodesk Assembly (*.iam),
- Solid Edge Part (*.par, *.psm),
- Solid Edge Assembly (*.asm),
- CADKEY (*.prt, *.ckd),
- Add-ins (*.dll),
- IDF (*.emn, *.brd, *.bdf, *idb).